# Джагом, Донат
Донат Джагом (индон. Donatus Djagom SVD, 10 мая 1919 года, Индонезия — 29 ноября 2011 года, Энде, Индонезия) — католический прелат, архиепископ Энде с 19 декабря 1968 года по 23 февраля 2011 год, член монашеской конгрегации вербистов.

## Биография
После вступления в монашескую конгрегацию вербистов Донат Джагом изучал теологию в семинарии святого Павла и Институте Агдера в городе Гримстад, Норвегия. Посел Второй мировой войны он продолжил своё образование в семинарии вербистов в голландском населённом пункте Тетеринген. 28 августа 1949 года Донат Джагом был рукоположён в священника, после чего изучал богословие в Университете Сан-Карлос в городе Себу, Филиппины.
19 декабря 1969 года Римский папа Павел VI назначил Доната Джагома архиепископом Энде. 11 июня 1969 года состоялось рукоположение Доната Джагома в епископа, которое совершил титулярный архиепископ Милетуса и президент Папской Церковной академии Сальваторе Паппалардо в сослужении с епископом Рутенга Вильгельмом ван Беккума и епископом Ларантуки Антуаном Хюбертом Тейссеном.
23 февраля 1996 года Донат Джагом подал в отставку. Скончался 29 ноября 2011 года в городе Энде и был похоронен в кафедральном соборе Христа Царя.